# Josef Judenmann
Josef Judenmann (* 26. Februar 1887 in Mangolding (Mintraching) im Landkreis Regensburg; † 24. Juli 1952 in Landshut) war ein deutscher Verwaltungsjurist, Bezirksoberamtmann und Regierungsvizepräsident.

## Leben
Nach dem Besuch des humanistischen Benediktinergymnasiums in Metten und dem Abitur am Albrecht-Altdorfer-Gymnasium Regensburg studierte Josef Judenmann in den Jahren von 1907 bis 1911 Rechtswissenschaften an der Julius-Maximilians-Universität Würzburg und der Ludwig-Maximilians-Universität München und leistete anschließend seinen Militärdienst als Einjährig-Freiwilliger. Der dreijährige Vorbereitungsdienst (Referendariat) führte ihn zum Amts- und Landgericht Regensburg und zum Bezirksamt Stadtamhof. Er musste vom 4. August 1914 bis zum 14. Juli 1916 Kriegsdienst leisten, geriet in englische Kriegsgefangenschaft und floh nach Holland. Dort wurde er für die Zeit vom 29. Mai bis zum 11. Dezember 1917 interniert. Von dort flüchtete er und schloss sich dem Freikorps Regensburg an. Er legte das Große juristische Staatsexamen (vordatiert auf 1914) ab und kam zum 1. April 1920 als Assessor zur Regierung von Mittelfranken und wurde im Monat darauf Bezirksamtmann in Neuburg an der Donau. Zum 1. Februar 1920 wechselte er in die Staatsverwaltung und wurde Regierungsrat im Staatsministerium für Unterricht und Kultur. Dort blieb er bis Ende Juli 1933, als er zum Bezirksoberamtmann in Neumarkt in der Oberpfalz ernannt wurde. Dieses Amt übte er bis zu seinem Weggang zum Oberversicherungsamt Landshut zum 1. Februar 1936 aus. Judenmann musste erneut Kriegsdienst leisten und war bei der Artillerie eingesetzt. Zum 1. September 1944 kam er zum Oberversicherungsamt Augsburg, wurde im selben Monat Oberregierungsrat und am 1. November 1945 mit der kommissarischen Leitung der Landesversicherungsanstalt Landshut beauftragt. Am 15. März 1946 wurde er aus seinen Ämtern gewiesen und im Entnazifizierungsverfahren durch die Spruchkammer Mainburg als nicht betroffen eingestuft. So konnte er in ein öffentliches Amt zurückkehren und wurde am 20. Mai 1948 Regierungsdirektor und am 1. Februar 1949 Regierungsvizepräsident in Niederbayern und in der Oberpfalz. Zum 1. März 1952 wurde Judenmann in den Ruhestand verabschiedet.
In der Ministerratssitzung am 12. Februar 1952 wurde über die Nachfolge des oberpfälzer Regierungspräsidenten Franz Wein und seines Vertreters Josef Judenmann beraten.
Er war 1919 Mitglied des Freikorps Regensburg und in den Jahren von 1918 bis 1933 Mitglied der Bayerischen Volkspartei. 1922 trat er als Kandidat für die Wahl des Bürgermeisters in Landsberg am Lech an. Sein Antrag auf Aufnahme in die NSDAP wurde 1935 abgelehnt.